# Dresdner Lyrikpreis
Der Dresdner Lyrikpreis ist ein Literaturpreis, der seit 1996 alle zwei Jahre von der Stadt Dresden ausgelobt wird. Der Preis wird an einen deutschen, tschechischen, österreichischen oder Schweizer Autor vergeben und soll „vor allem den kulturellen Austausch zwischen Tschechien und dem deutschsprachigen Raum fördern“. Der Hauptpreis ist mit 5.000 Euro dotiert.
Jeder Bewerber um den Preis reicht sechs bis zehn Texte ein. Der Jury wird der Name des Autors nicht bekanntgegeben; stattdessen steht auf dem Textblatt nur ein Kennwort, so dass es beim Dresdner Lyrikpreis keinen „Prominenten-Bonus“ geben kann.
Stimmberechtigte Mitglieder der Hauptjury sind auch Vertreter des Stadtrats und der Verwaltung.
Daneben wird seit 2014 ein mit 500 Euro dotierter Publikumspreis vergeben, der per Online-Abstimmung für eine Person aus den zehn Finalisten entschieden wird.

## Preisträger
- 1996 Thomas Kunst
- 1998 Petr Hruška und Christian Lehnert
- 2000 Lutz Seiler
- 2002 Hendrik Rost
- 2004 Uwe Tellkamp
- 2006 Viola Fischerová und Uljana Wolf
- 2008 Christian Futscher
- 2010 Marie Šťastná
- 2012 Hartwig Mauritz
- 2014 Lea Schneider und Thilo Krause (zusätzlich Publikumspreis)[2]
- 2016 Guy Helminger (zusätzlich Publikumspreis) und Simona Rackova
- 2018 Bastian Schneider und Jan Škrob sowie Publikumspreis für Jan Nemček
- 2020 Christoph Wenzel sowie Publikumspreis für Ondřej Krystyník
- 2022 Pavel Novotný sowie Publikumspreis für Paul-Henri Campbell
- 2024 Petr Borkovec und Georg Leß sowie Publikumspreis für Kamil Bouška